# Kärrmaräng
Kärrmaräng är en tidigare småort i Haninge kommun i Stockholms län. Kärrmaräng ligger på östra sidan av Gålö i Österhaninge socken och räknades som småort första gången år 2010. Vid 2015 års småortsavgränsning angav SCB att Kärrmaräng inte uppfyller de nya krav SCB har på en småort.